# Das goldene Buch (Buchhandelspreis)
Das Goldene Buch ist eine Preisverleihung des Hauptverbandes des österreichischen Buchhandels seit 1994, vergleichbar mit der Goldenen Schallplatte. 
Träger des Goldenen Buches sind unter anderem 
- Thomas Brezina
- Erich Kästner
- Hans Krankl
- Manuela Macedonia
- Adele Neuhauser
- Rainer Pariasek
- Martina Parker
- Herbert Prohaska
- Franz Sales Sklenitzka
- Eric Sebach
- Matthias Strolz
- Peter Filzmaier
- Armin Wolf
- Iris Zachenhofer
Die Auszeichnung kann man erhalten, wenn man in Österreich mehr als 25.000 Stück eines Titels verkauft hat (Stand 2009). Mit Stand 2019 sind für die Auszeichnung mit dem Goldenen Buch mehr als 15.000 innerhalb eines Jahres in Österreich verkaufte Exemplare eines Titels notwendig und für das Platin-Buch 25.000 Exemplare.

## Aussehen
Das Goldene Buch besteht aus Zinn mit Messingfarbenüberguss, sieht aber aus, als wäre es aus Gold.